# Batushka
A Batushka (cirill betűkkel:
Батюшка) lengyel black metal zenekar. 2015-ben alakultak meg. Nevük oroszul "atyát" jelent. Lemezeiket a Metal Blade Records kiadó jelenteti meg. Szövegeik témái: vallás, keleti ortodox liturgia. Nevük és szövegeik témái ellenére nem keresztény jellegű együttes a Batushka. 2015-ös albumuk óta nagy népszerűséget értek el a metal rajongók körében.
2018-ban Barfolomej és Kris Drabikowski gitáros összevesztek, "illetlen viselkedés" miatt. Drabikowski Instagram oldalán kijelentette, hogy ők ketten szétválnak a fenti ok miatt, illetve amiatt, "mert el akarta venni tőlem a teremtményemet, a Batushkát". Jelenleg a Batushka név két zenekart illet, az egyiket Barfolomej, a másikat Drabikowski irányítja. Hosszas jogi vitát követően 2024. szeptember 09-én Barfolomej a közösségi oldalakon keresztül bejelentette, hogy zenekara többé nem használja a „batushka” nevet, hanem Patriarkh (cirill betűkkel Патриархь) néven fog újjáalakulni. 2024. december 13-án, turnéjuk utolsó koncertje után lett végleges a változás. 

## Tagok
- Martin - dobok
- Hrisztofer - gitár, basszusgitár, éneklés
- Barfolomej - éneklés

## Diszkográfia
Stúdióalbumok (mint Batushka)
- „Litourgiya” (2015, Drabikowski-féle Batushka)
- „Panihida” (2019, Drabikowski-féle Batushka)[5]
- „Hospodi” (2019, Barfolomej-féle Batushka)[6]
- „Raskol” (2020, Barfolomej-féle Batushka)
- „Carju Niebiesnyj” (2021, Barfolomej-féle Batushka)
- „Maria” (2022, Barfolomej-féle Batushka)

Stúdióalbumok (mint PATRIARKH)
- ПРОРОК ИЛИЯ (Prophet Ilja) (2025, Napalm Records)[7]